# 蛇喰古墳
蛇喰古墳（じゃばみこふん）は、茨城県牛久市神谷2丁目21-3に所在する古墳時代後期に築造された前方後円墳。

## 概要
牛久市内の古墳時代集落跡と考えられている遺跡は、合計99ヶ所が確認されている。一方、市内の古墳は、かつて100基近くあったと考えられるが、現在は24ヶ所に51基が残されている。その殆どが円墳であるが、古墳時代集落群の首長墓とされる前方後円墳が、神谷（蛇喰古墳）、城中（明神塚古墳）、奥原（獅子見塚古墳）の3ヶ所にある。
蛇喰古墳は、牛久市内の古墳では最大の全長45メートルの前方後円墳で、古墳時代後期の築造とみられる。埴輪などは確認されていない。
前方後円墳は、首長墓として築造されたものと考えられ、牛久沼と小野川に挟まれる現市街地の古墳時代集落群の首長墓であったものとされる。

## 隣接する貝塚台古墳
蛇喰古墳の南側200メートルに貝塚台古墳があり、蛇喰古墳と一体の古墳群であったものと考えられる。貝塚台古墳の地下60センチメートル付近から箱式石棺が発見され、子供とみられる人骨2体と直刀5振、耳環1対が出土している。

## 墳頂の稲荷社
蛇喰古墳は、神谷葡萄園（牛久シャトー）の一角にあり、この古墳は「肌背塚」あるいは「赤裸塚」と呼ばれていた。後円部の墳頂にある稲荷社は、神谷傳兵衛の出身地である愛知県の豊川稲荷を祀ったもので、祠は牛久シャトーと同じ赤レンガで築かれ、石の鳥居にはシャトー建設中の1902年（明治35年）の年代が刻まれている。

## ギャラリー

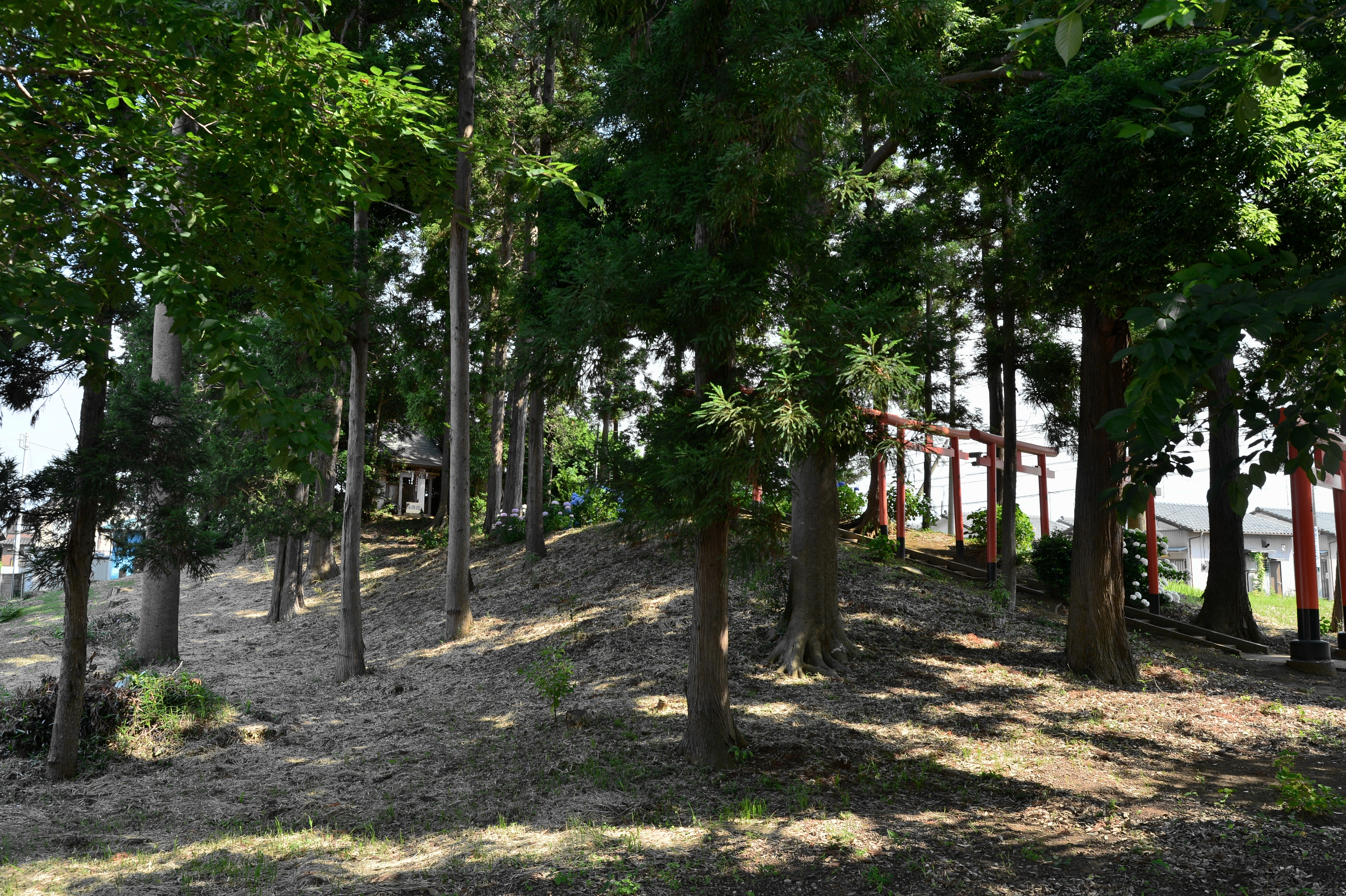
北側から見た蛇喰古墳全景
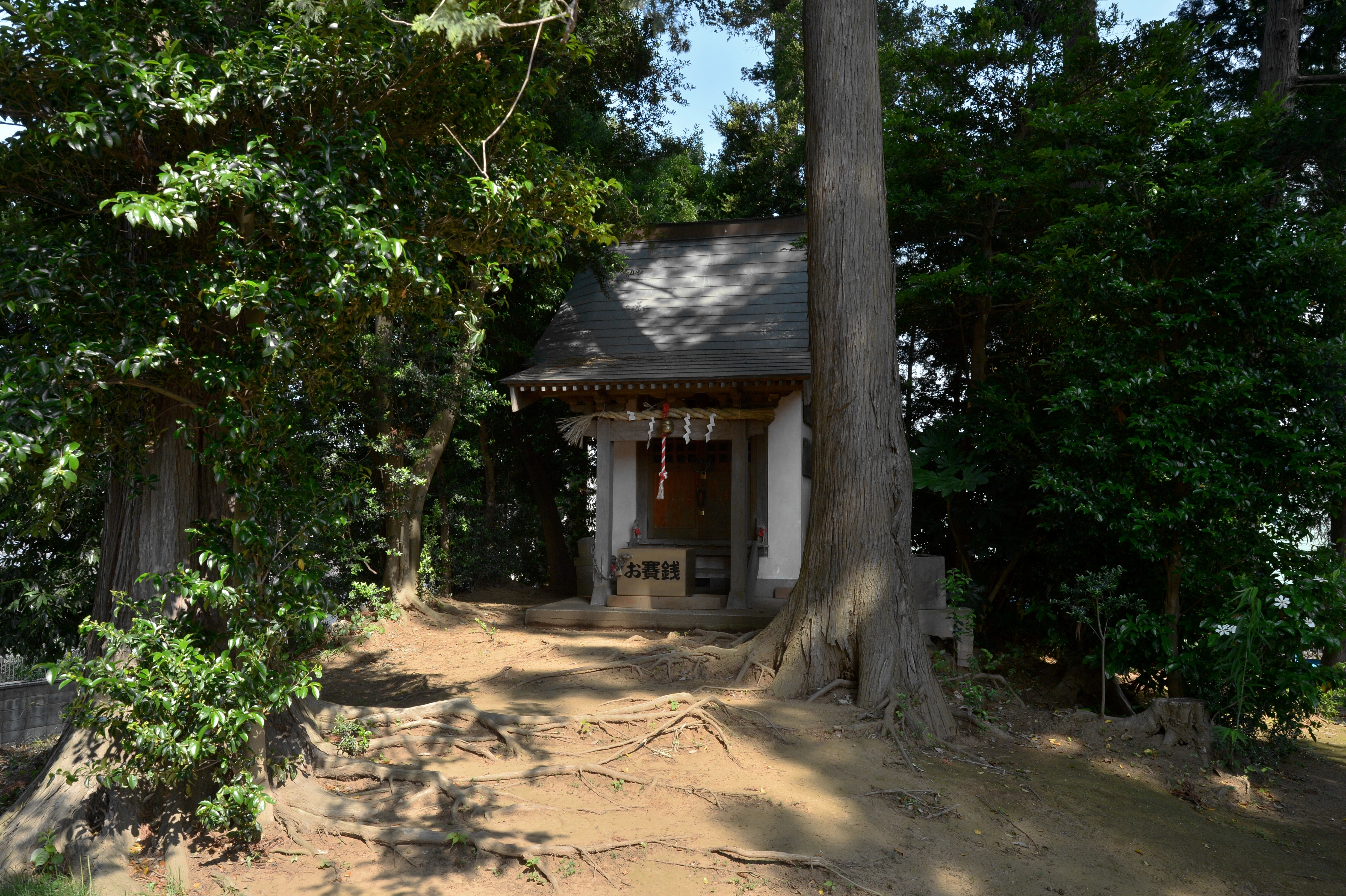
後円部の墳頂に鎮座する神谷稲荷神社
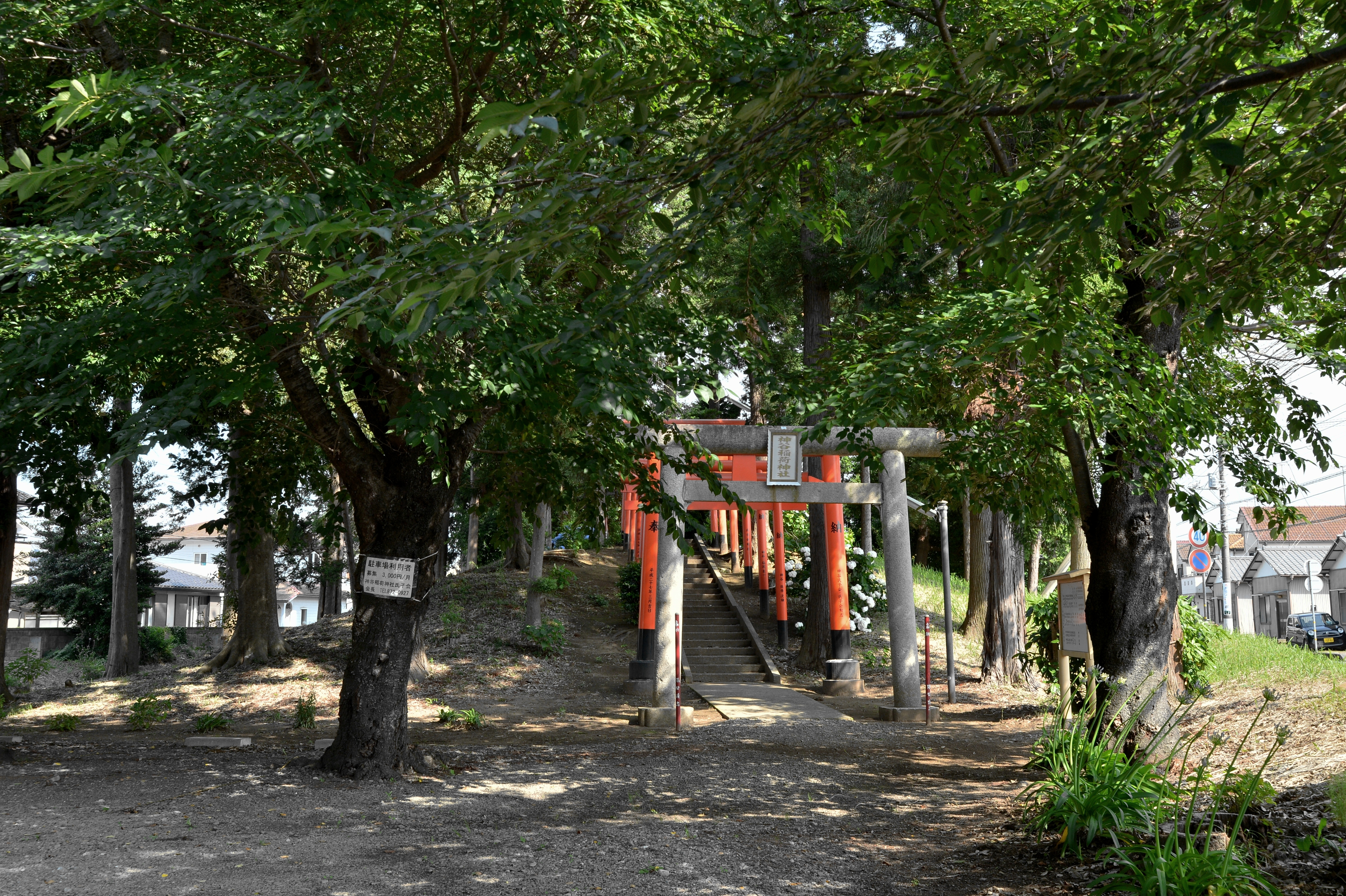
前方部の前にある石の鳥居
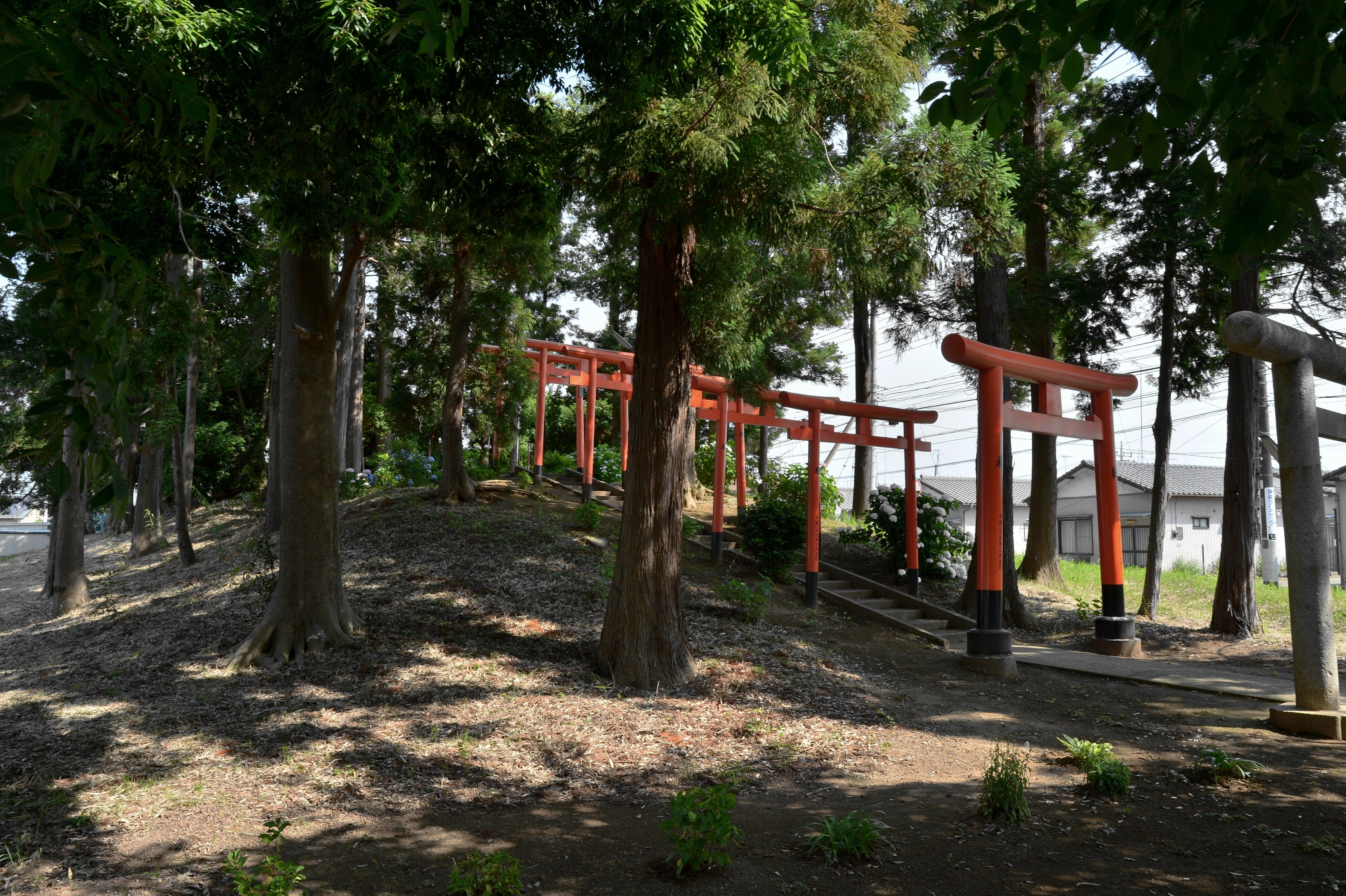
前方部には頂部に向かって朱塗りの鳥居が続く